# Ptychohyla erythromma
Ptychohyla erythromma är en groddjursart som först beskrevs av Taylor 1937.  Ptychohyla erythromma ingår i släktet Ptychohyla och familjen lövgrodor. IUCN kategoriserar arten globalt som starkt hotad. Inga underarter finns listade i Catalogue of Life.